# Jezioro Koronowskie

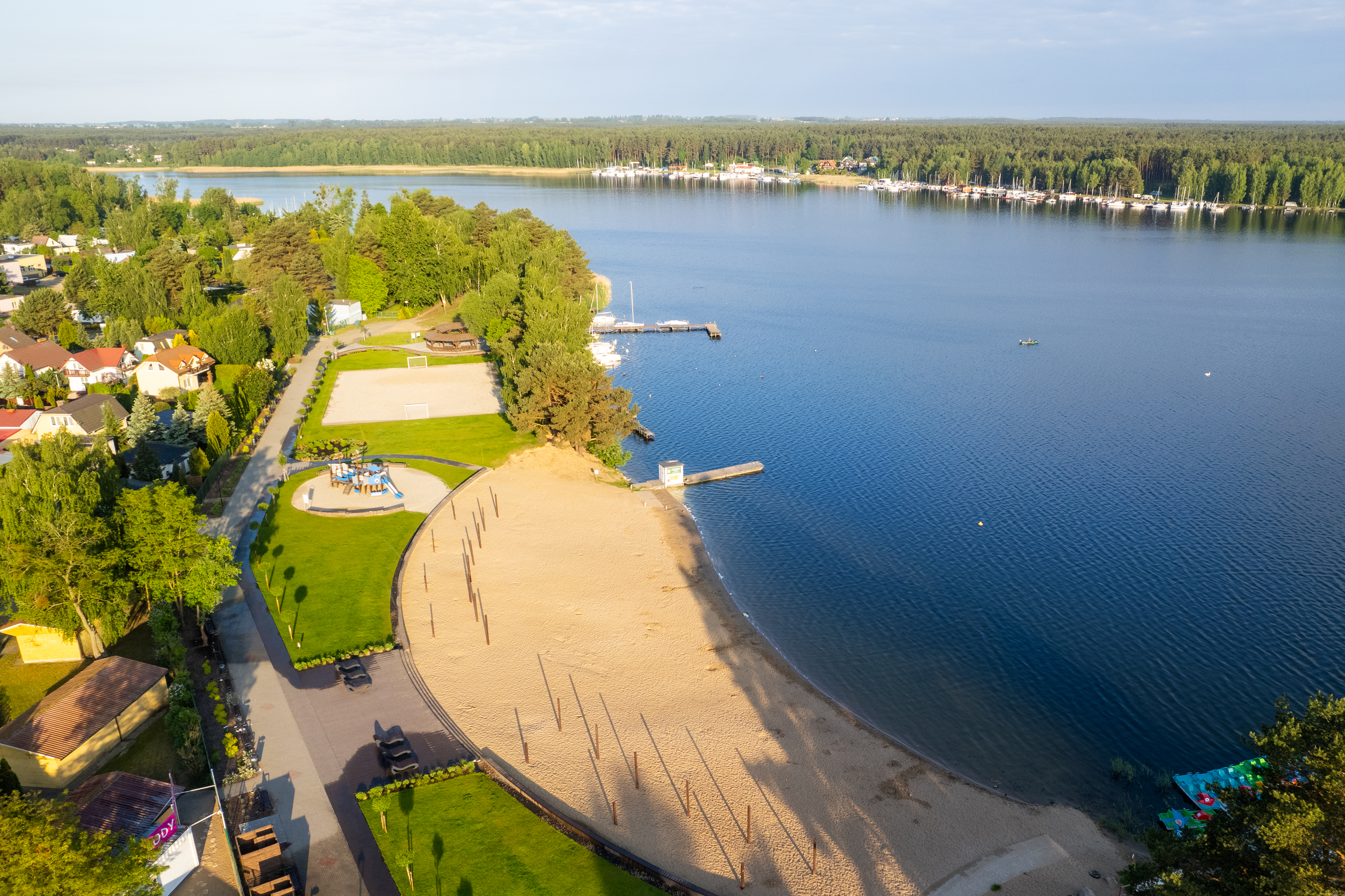
Plaża w Pieczyskach

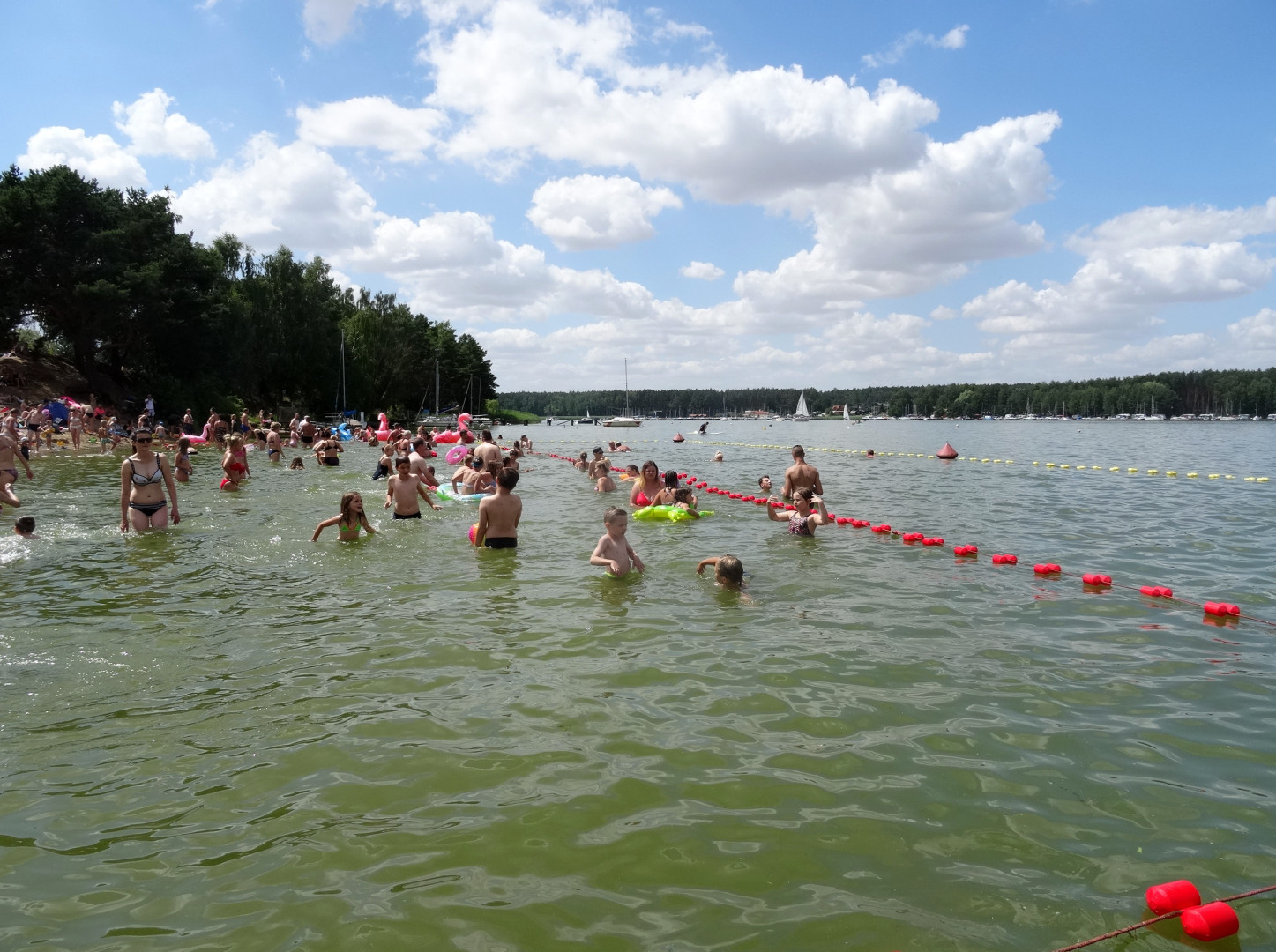
Kąpielisko

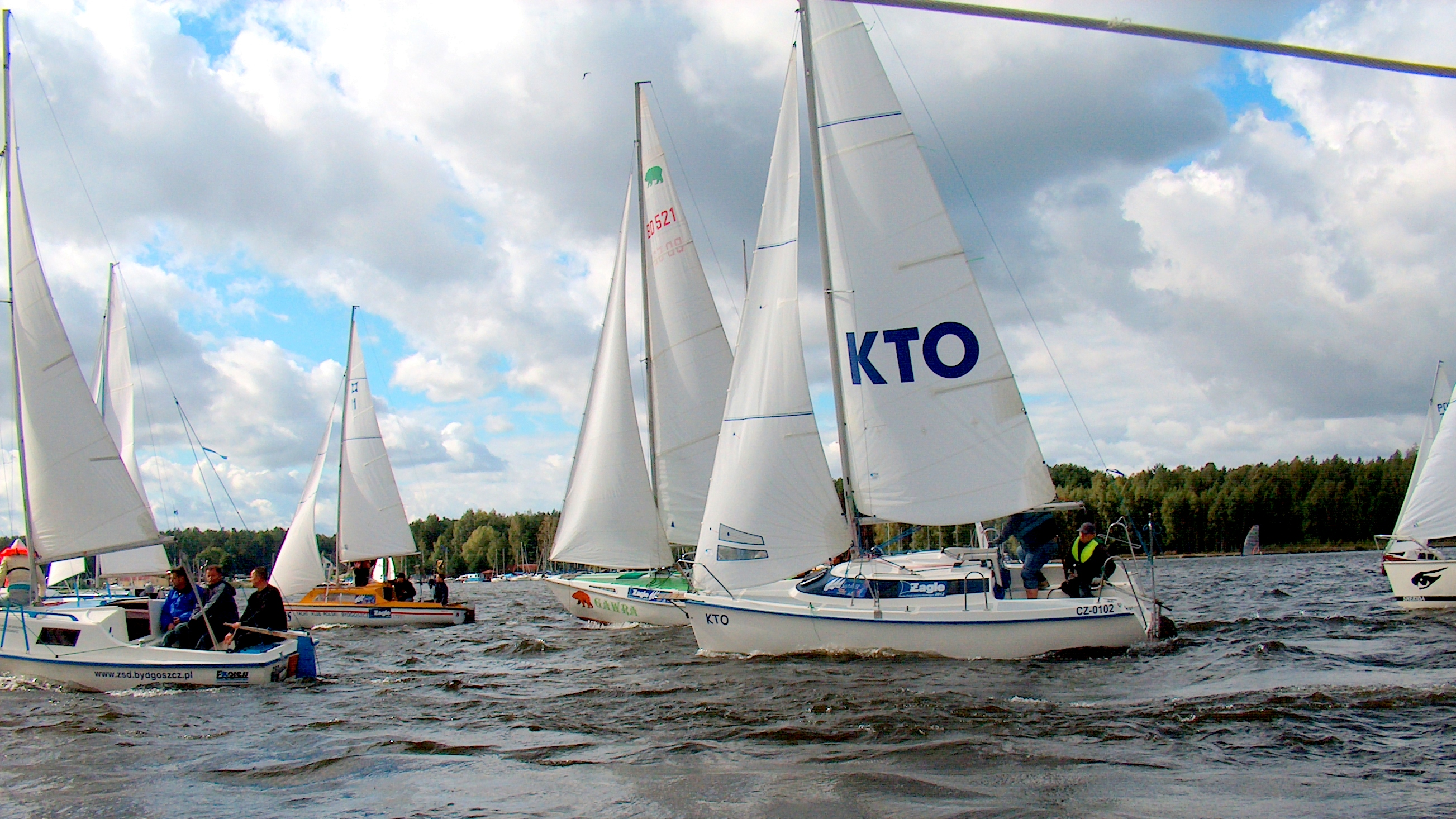
Regaty żeglarskie

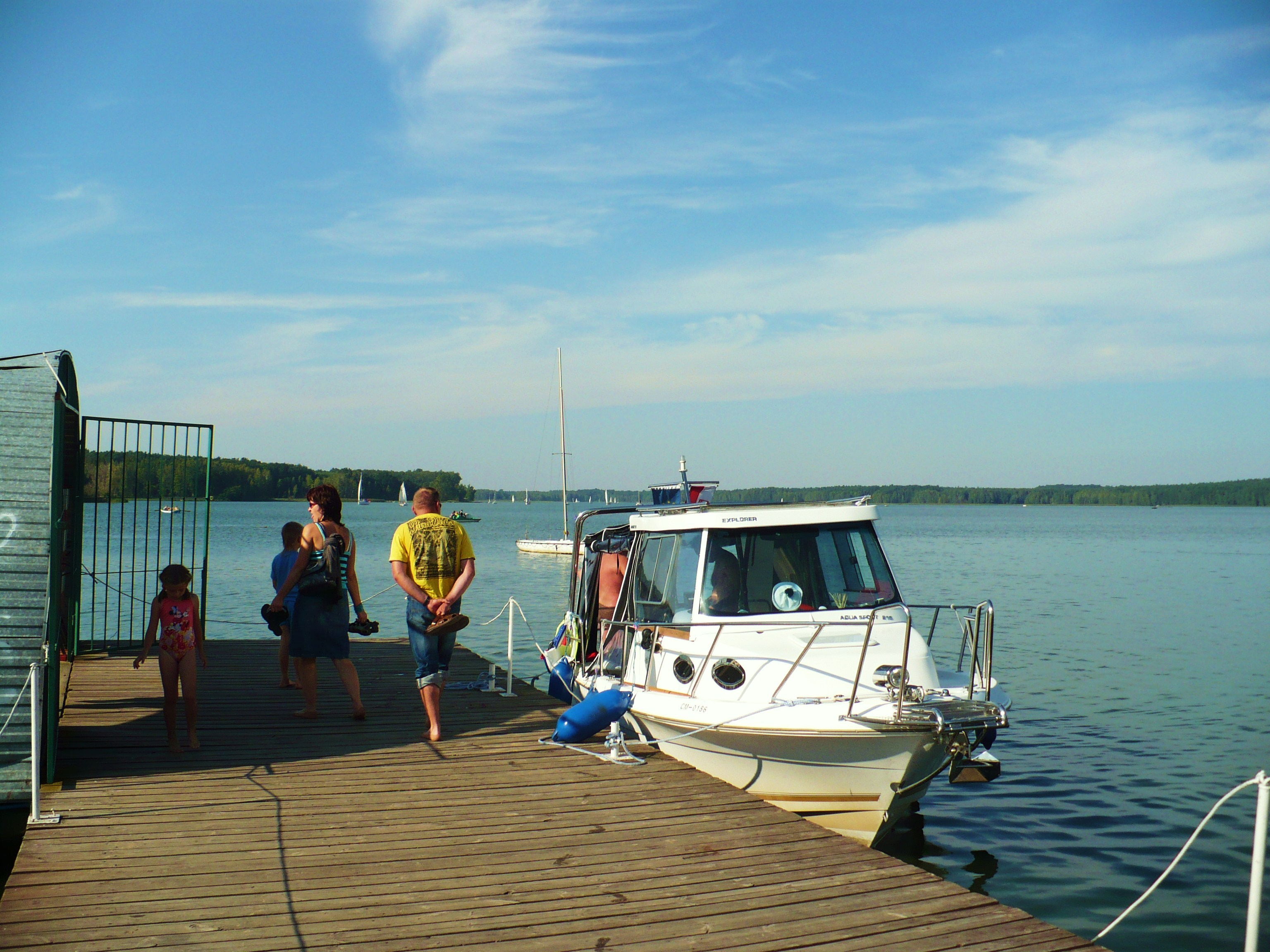
Statek wycieczkowy

Jezioro Koronowskie – zbiornik retencyjny położony w dolnym odcinku rzeki Brdy, w województwie kujawsko-pomorskim, w pobliżu Koronowa, od którego przyjął swoją nazwę. Rozciąga się on od ujścia rzeki Kamionki do hydroelektrowni w Samociążku. Tworzą go spiętrzone zaporą w Pieczyskach wody rzeki Brdy, które zalały w znacznym stopniu, poza doliną Brdy, odcinki ujściowe jej dopływów oraz liczne jeziora. Wysokość spiętrzania wody około 20 metrów.

## Lokalizacja
Zalew znajduje się ok. 25 km na północ od Bydgoszczy oraz 5 km od Koronowa. W pobliżu zalewu znajdują się ośrodki i miejscowości wypoczynkowe, takie jak Pieczyska, Wielonek, Rodzinny Port Jachtowy Tazbirowo, Sokole Kuźnica.

## Historia
Koncepcja budowy tamy i siłowni została opracowana przez prof. Karola Pomianowskiego już w 1928 r. w ramach prac związanych z koncepcją budowy kaskady Brdy. Przewidywano spiętrzenie rzeki w łańcuch ośmiu kaskad: Mylof, Uboga, Kiełpin, Jezioro Szpitalne, Koronowo, Tryszczyn, Smukała i Opławiec. Ciekawym pomysłem profesora było wykorzystanie równoległego do rzeki Brdy łańcucha jezior polodowcowych (Lipkusz Duży, Lipkusz Mały, Moczar, Czarne i Białe) na trasie długości 10 km, przez co oszczędzono koszt sztucznego kanału o tej samej długości. Ponadto uzyskano zwiększenie poziomu piętrzenia o 7 m ponad poziom piętrzenia uzyskany na zaporze w Pieczyskach (18 m).
W 1946 roku Zjednoczenie Energetyczne Okręgu Pomorskiego zleciło ponownie profesorowi Pomianowskiemu i inż. Hoffmanowi opracowanie zaniechanego projektu. Tym razem przewidywano większy rozmach – np. zatopienie wioski Olszewka oraz zwiększenie spadu do 31,5 metrów brutto do rzędnej piętrzenia na zaporze w Pieczyskach 81,5 m n.p.m.
Ostateczna decyzja o budowie zapadła w 1953 r. Trwała ona do roku 1960 i pod koniec jej realizacji dokonano rozbiórki zabudowań wsi Olszewka i pojedynczych gospodarstw znajdujących się na terenie zbiornika oraz przesiedlono ich mieszkańców. Nie wykarczowano jednak wszystkich drzew, co spowodowało, że na dnie do dzisiaj pozostają liczne przeszkody w postaci kikutów drzew. Napełnianie zbiornika zakończono 30 listopada 1960 roku, a elektrownia została oddana do eksploatacji 4 marca 1961 roku. Zbiornik powstał z podpiętrzonej Brdy (przegrodzonej zaporą ziemną na 49 km. długości) oraz połączenia wielu jezior rynnowych.
Po powstaniu zalewu, w latach 60. nad jego brzegami bydgoskie zakłady pracy ulokowały kilka ośrodków wczasowych, zaś w Pieczyskach powstało duże skupisko domków campingowych. W latach 70. planowano budowę ośrodka wypoczynku w Romanowie, przeznaczonego dla bydgoszczan i finansowanego z kasy miejskiej. Do 1975 r. zbudowano m.in. pomosty, budynek funkcyjny, ujęcie wody pitnej, sanitariaty i wypożyczalnię sprzętu wodnego. Prac jednak nie ukończono.

## Remont/przebudowa
- Pod koniec lat 70. na zaporze wykryto zbyt duże filtrowanie, dlatego w latach 1979–1981 rozbudowano zaporę – zwiększono szerokość stopy zapory, przedłużono upust denny, wykonano dodatkowe drenaże oraz przebudowano dolne stanowisko. Prace te miały na celu wydłużenie drogi filtracji oraz poprawę stanu bezpieczeństwa obiektu.
- W roku 2020 została wykryta zbyt duża filtracja przez zaporę, skutkiem czego było przenoszenie bardzo dużej ilości piasku oraz wody. Podjęto działania polegające na zrzuceniu worków z piaskiem na czoło zapory. Działania te zakończyły się kilka dni później.

## Charakterystyka
Głębokości zbiornika są zróżnicowane od 0,0 do 21,2 m. Największe występują w dawnym korycie rzeki Brdy. Wzrastają one wraz z biegiem rzeki. W pobliżu zapory stwierdzono głębokość 19,7 m. Maksymalna głębokość Zbiornika Koronowskiego (21,2 m) występuje w dawnym jeziorze Stoczek. Zbliżone głębokości stwierdzono również w zatopionych jeziorach: Piaseczno (19,4 m) i Moczar (17,5 m).
Powierzchnia Zbiornika Koronowskiego od ujścia rzeki Kamionka do hydroelektrowni w Samociążku wynosi 13,5 km², a pojemność 77,5 mln m³. Głębokość średnia zbiornika wynosi 5,7 m. Długość linii brzegowej to ok. 102 km.
W planie Zbiornika Koronowskiego można wydzielić pięć części różniących się zarysem linii brzegowej, ukształtowaniem dna i warunkami wodnymi:
1. Od ujścia rzeki Szumionki do ujścia rzeki Kamionki. Odcinek ten o długości 5 km ma lustro wody nieznacznie podniesione. Jego szerokość i głębokość stopniowo wzrastają.
2. Od ujścia rzeki Kamionki do ujścia rzeki Krówki. Poniżej ujścia rzeki Kamionki szerokość zbiornika retencyjnego gwałtownie wzrasta. Jego brzegi nie wykazują dużej regularności, a głębokości wzrastają do 10,2 m w pobliżu linii kolejowej Pruszcz-Terespol Pomorski. Poniżej tej linii rozpoczyna się rozbudowany system zatok i rozlewisk o zróżnicowanych głębokościach i nieregularnym dnie.
3. Dawne jeziora Piaseczno i Stoczek wraz z ujściem rzeki Krówki do ujścia rzeki Suchej. Część zbiornika będąca dawnymi jeziorami Piaseczno i Stoczek zachowała regularność dna sprzed okresu zalania. Głębokość maksymalna jeziora Stoczek wynosi 21,2 m i jest zarazem największą głębokością Zbiornika Koronowskiego. W rejonie dawnego ujścia rzeki Krówki następuje ponowne zwężenie zbiornika. Jego szerokość waha się od 200 do 300 m. W związku z pojawieniem się ruchu wody ta część zbiornika pozornie przybiera charakter rzeczny. Brzegi są regularne, wysokie i urwiste. W początkowym okresie funkcjonowania zbiornika były one najbardziej poddawane erozji, która przejawiała się w postaci obrywów i osuwisk.
4. Od ujścia rzeki Suchej do zapory w Pieczyskach. Brzegi zbiornika poniżej ujścia rzeki Suchej są wysokie i strome. Szerokość wzrasta najpierw stopniowo potem gwałtownie, aby w miejscu zatopionego starorzecza osiągnąć około 1500 m. W zasadzie cała ta część to zatopione koryto Brdy. Część rozlewiskowa „basenu głównego” to płycizny porośnięte trzcinami, a na znacznej powierzchni również zaroślami wierzbowymi.
5. Od ujścia rzeki Kręgiel do hydroelektrowni w Samociążku. Odcinek ten tworzą zalane koryto Strugi Nowojasienieckiej, jezioro Lipkusz, kanał łączący oraz jeziora Moczar i Białe. W związku z tym szerokość tego odcinka jest zmienna i waha się od 25 do 300 m.

## Turystyka
Zalew Koronowski stanowi atrakcyjny obszar turystyczno-wypoczynkowy. Charakteryzuje się występowaniem wielu głębokich zatok, wysp, dzikich nadbrzeży. Długość linii brzegowej sięga 102 km. Akwen jest zalesiony ze wszystkich stron. Obecnie jest uznawany za najbardziej atrakcyjny rekreacyjnie akwen na południowym skraju polskich pojezierzy, w centrum między pojeziernymi krainami Mazur i Pojezierza Pomorskiego. W 2006 roku Tygodnik „Wprost” sklasyfikował Zalew na 7 miejscu w rankingu atrakcyjności polskich jezior (na 60 ocenionych akwenów).
Zalew jest popularnym ośrodkiem wypoczynku zwłaszcza dla mieszkańców Koronowa i Bydgoszczy. Wypoczynek świąteczny koncentruje się nad jego południową częścią (położoną najbliżej Bydgoszczy) w rejonie Samociążka, Pieczysk i Romanowa – na terenach zagospodarowanych i poza nimi. Poza ośrodkami wypoczynkowymi liczne są tu zespoły domów letniskowych i ogródków działkowych oraz pola biwakowe.
Zalew i jego okolice są ciekawą ofertą dla uprawiających turystykę wodną, pieszą i rowerową. Od 1928 roku organizowane są międzynarodowe spływy kajakowe na Brdzie, a od 1965 roku również międzynarodowe zimowe spływy kajakowe. Turystykę żeglarską promują liczne kluby żeglarskie posiadające przystanie, baseny, hangary, pomosty, dźwigi do wodowania i załadunku jachtów. Corocznie w sierpniu organizowane są regaty klasy turystycznej. W okolicznych ośrodkach prowadzona jest turystyka jeździecka. Piechurzy i kolarze znajdują tu ciekawe miejscowości i trasy, bogate w osobliwości przyrodnicze, krajoznawcze historyczne. Zwiedzanie tego obszaru ułatwiają szlaki turystyczne.
W 2019 rozpoczęto rozbudowę przystani w Kręglu, która po zakończeniu inwestycji ma pomieścić około 560 łodzi motorowych i żaglówek (dotąd 170 jednostek). Z kolei w 2021 przeprowadzono rewitalizację plaży w Pieczyskach, którą otwarto 6 lipca 2021.

## Szlaki turystyczne
Brzegami oraz w otoczeniu Zalewu Koronowskiego przebiega kilka znakowanych szlaków turystycznych:
- pieszy szlak turystyczny „Jeziora Koronowskiego” Wudzyn – Sokole-Kuźnica – Rynna Jezior Byszewskich – Samociążek – Stronno 77,4 km,
- pieszy szlak turystyczny „Brdy” Bydgoszcz Brdyujście – Sokole-Kuźnica – Świt 70,9 km[11],
- pieszy szlak turystyczny „im. Leona Wyczółkowskiego” Bydgoszcz Osowa Góra – Sokole-Kuźnica – Pruszcz 76,0 km,
- pieszy szlak turystyczny „Białego Węgla” Maksymilianowo – Pieczyska – Koronowo 29,7 km.

## Miejscowości wypoczynkowe nad Zalewem Koronowskim
- Koronowo
- Pieczyska
- Romanowo
- Samociążek
- Tuszyny
- Srebrnica
- Krówka Leśna
- Sokole-Kuźnica
- Wielonek

## Galeria

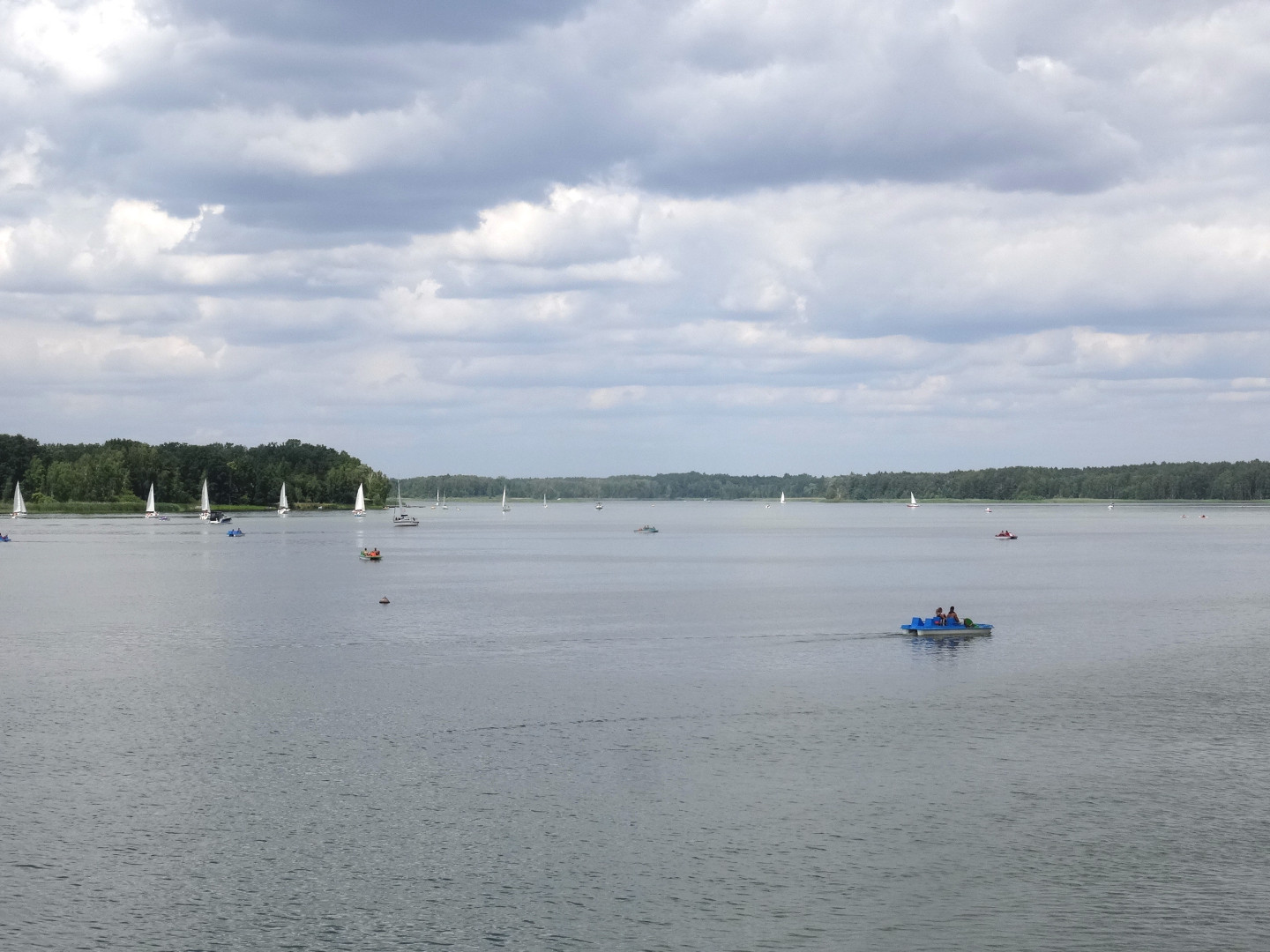
Akwen
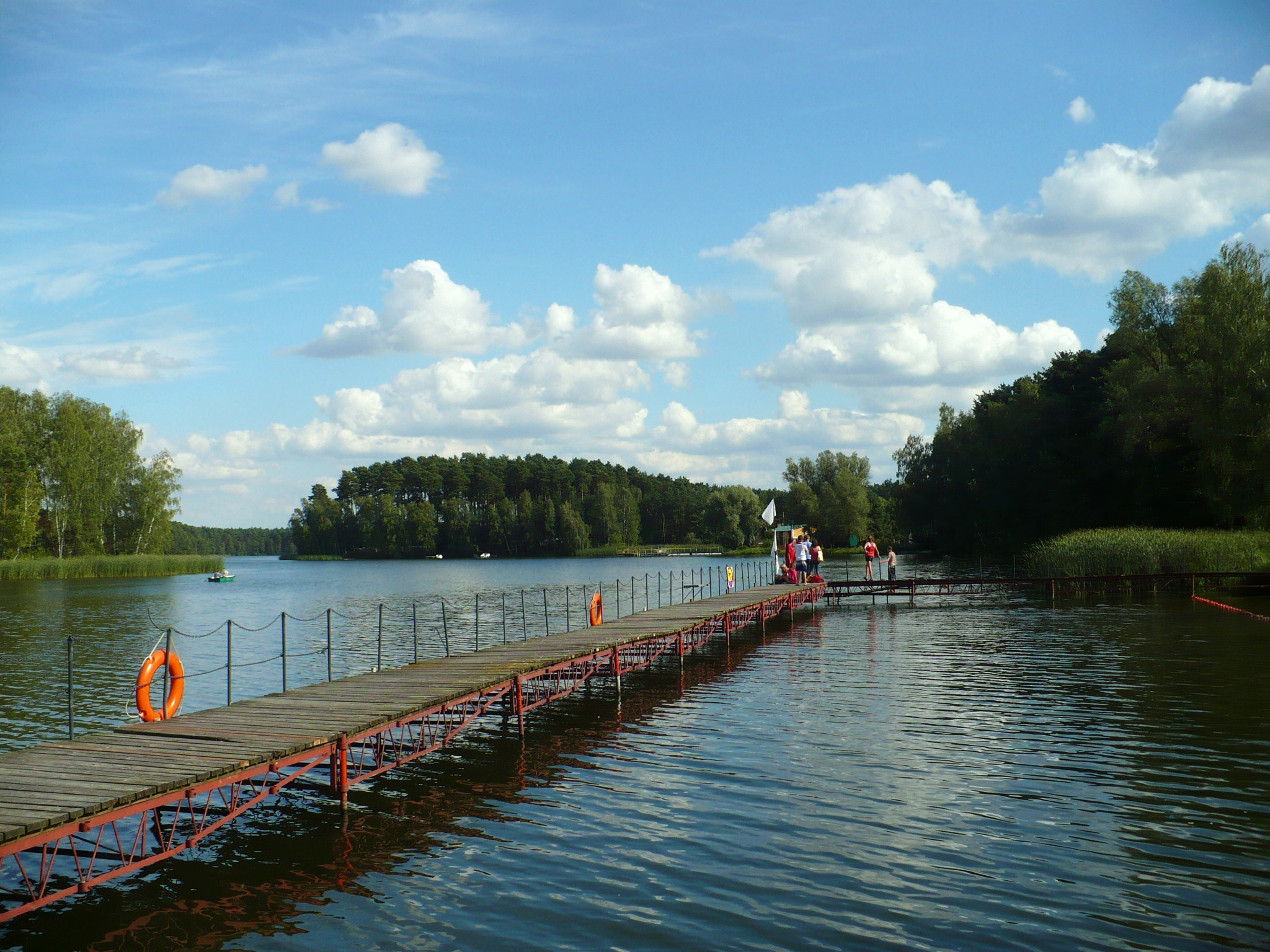
Pomost w Samociążku
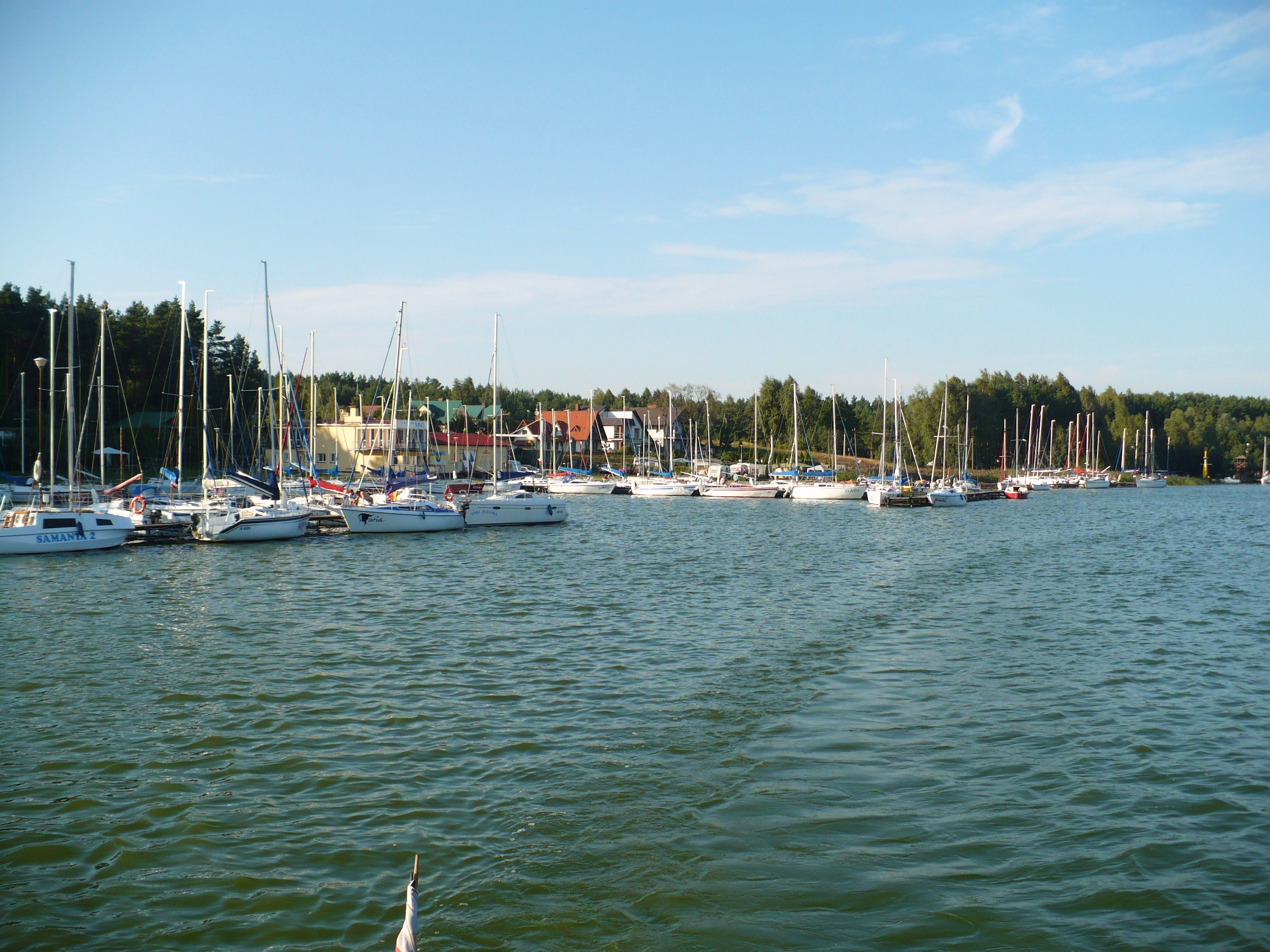
Marina w Romanowie
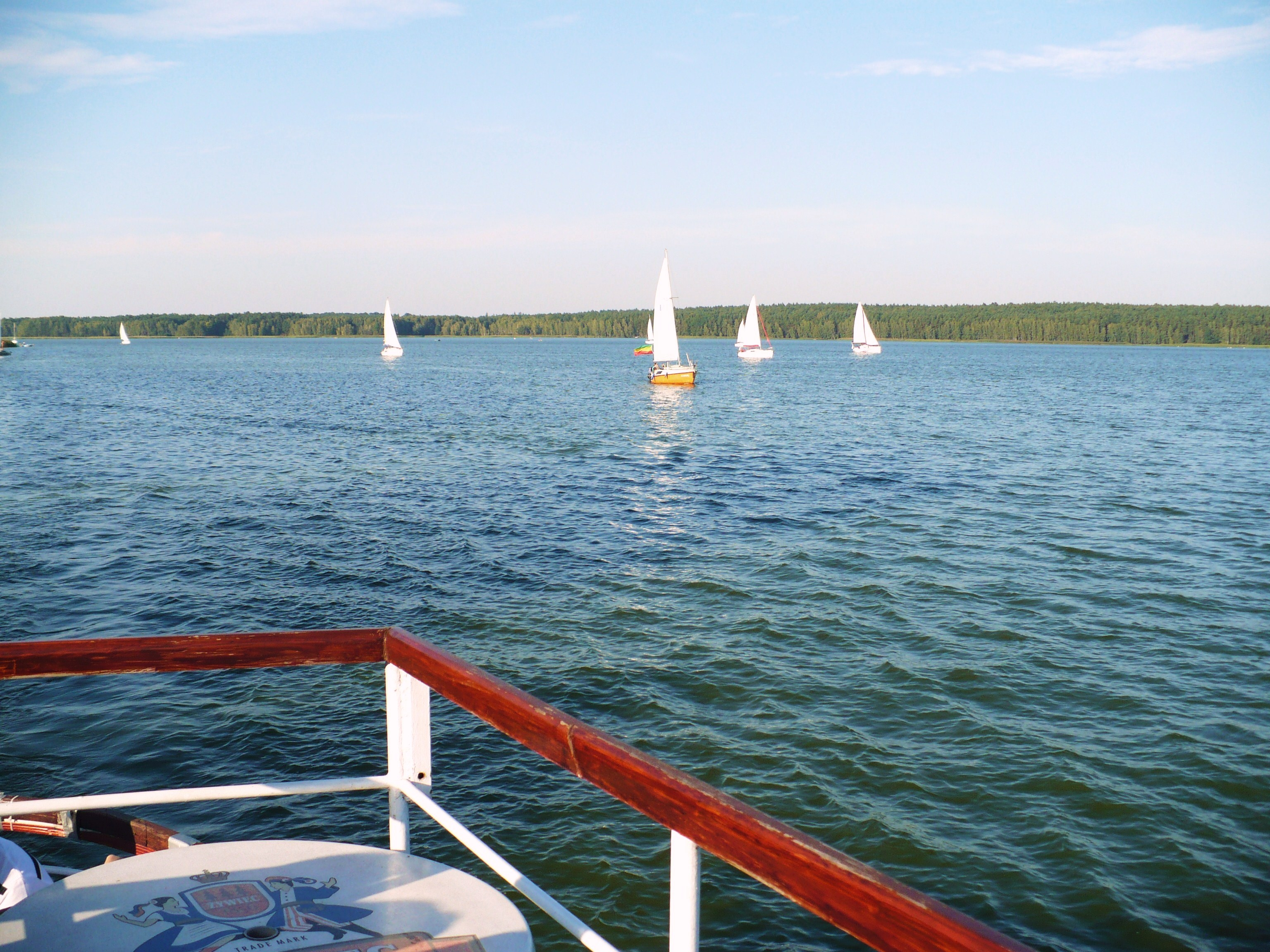
Z pokładu statku
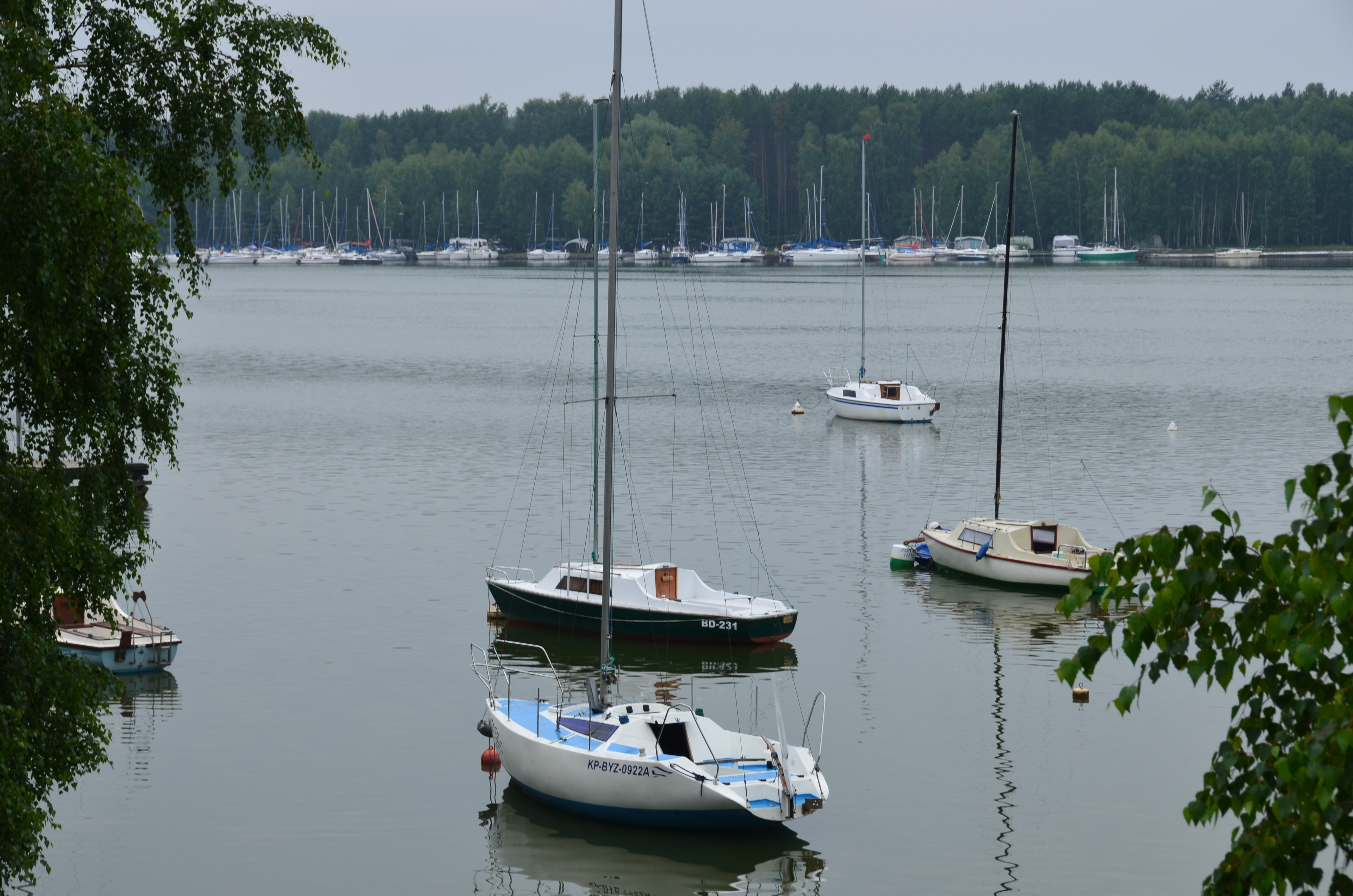
Marina, widok z Pieczysk
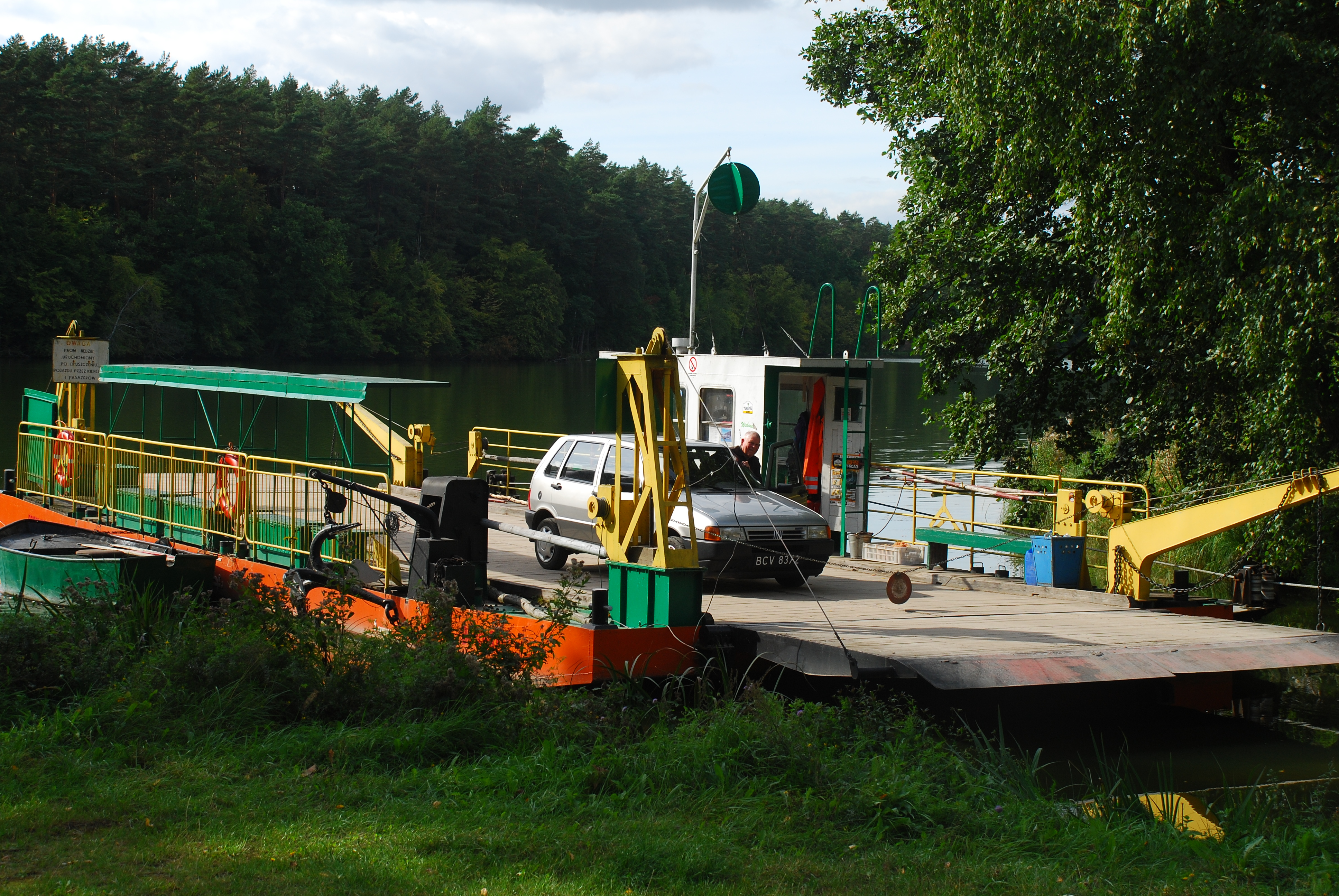
Prom w Sokole-Kuźnicy